# آل حسنویه
حَسَنوِیهیان، حَسَنویان یا آل حَسَنوَیه یا آل حَسَنویِه (۳۴۸–۴۰۵ق) خاندان کردان برزیکانی شیعه از سلسله‌های نیمهٔ باختری ایران که در سده ۴ق/۱۰م در کوه‌های زاگرس در اردلان (استان کردستان کنونی) و کرمانشاه و همدان و ایلام  و لرستان تا نزدیک به خوزستان فرمانروایی می‌کردند.
رخنه حسنویه تا نزدیک به خوزستان و آذربایجان رسید. بدر بن حسنویه برزکانی (حکومت ۳۶۹–۴۰۵ق) دژ سَرماج را بر فراز کوهی نزدیک بیستون ساخت و تختگاه خود نمود. بنیانگذار خاندان، «حسنویه بن حسین  برزیکانی» شناخته شده به «امیر حسین» رئیس تیرهٔ برزیکانی است که فرمانروایی خود را در سال ۳۳۰ از «شهر زور» آغاز نمود. وی در ۳۴۸ قمری (۹۶۱ م) پنج شهر مهم مغرب ایران آن زمان، نهاوند، دینور، شاپورخواست، بروجرد و اسدآباد را فتح کرد. در زمان «امیر حسین»، لشکر خلیفه مستکفی بالله از وی شکست خورد و در زمان جانشینش مطیع لله راه آشتی کردن در پیش گرفته شد. ناحیه حکومتی این خاندان تا نزدیک به خوزستان گستردگی داشت.

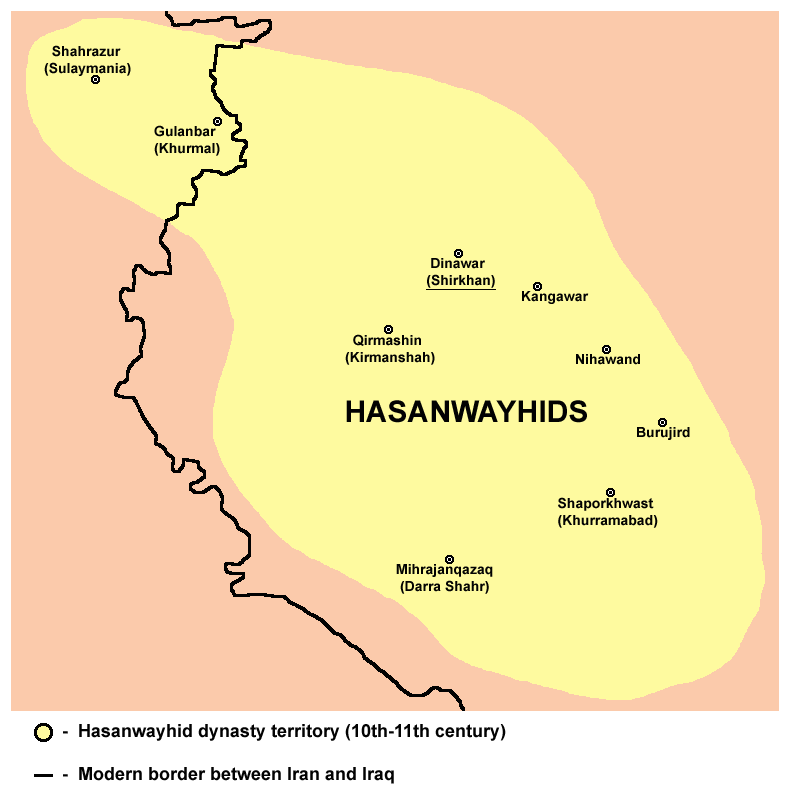
گستره حکومتی آل حسنویه

آل بویه هیچ‌گاه در گستره فروانروایی حسنویه نفوذ نکردند تا زمان شمس الدوله دیلمی که ظهیرالدین را از حکمرانی انداخت و گستره او را ازآن خویش ساخت. فرزندان بویه ماهیگیر سرزمین‌های خود را میان هم بخش کردند رکن الدوله دیلمی نواحی باختری را به‌دست آورد که در برگیرنده قسمت‌های کردنشین نیز بود. فرمانروایی حسنویه تا ۴۰۵ق. ادامه یافته‌است. بدلیسی نسب امیرخان برادوستی مشهور به خان لپ زرین (حاکم ارومیه و امیر قلعهٔ دم دم ۵۷۸ ه. ق) از نوادگان میرحسین برزیکانی و آل حسنویه می‌باشد.

## سیاست فرهنگی
به نگرش سیاسی، این فرمانروایی از سلسله‌هایی است که همگام با آل بویه به رویارویی با خلافت عباسی پرداخت. در زمان بدر بن حسنویه که زمان توانا شدن این خاندان به شمار می‌رود چامه، ادب و زبان کردی و دیگر دانش‌ها رواج یافت و کتابخانه‌هایی در شهرهای کردنشین ایجاد شد.